# محمودآباد سه دانگ
محمودآباد سه دانگ، روستایی از توابع بخش کوار شهرستان شیراز در استان فارس ایران است.

## جمعیت
این روستا در دهستان طسوج قرار دارد و براساس سرشماری مرکز آمار ایران در سال ۱۳۸۵، جمعیت آن ۸۸۳ نفر (۲۰۵خانوار) بوده‌است.